# Technicentre industriel de Nevers-Languedoc
Le technicentre industriel de Nevers-Languedoc, anciennement désigné sous le nom de Ateliers de Nevers puis de Technicentre industriel de Nevers,  est un ensemble d'ateliers ferroviaires destinés à l'entretien des matériels roulants ferroviaires ainsi qu'à la rénovation et à la maintenance de pièces ferroviaires.
Construit en 1912 par la Compagnie des chemins de fer de Paris à Lyon et à la Méditerranée (PLM), c'est aujourd'hui un important technicentre de la Société nationale des chemins de fer français (SNCF) qui, outre le site de Nevers, inclut les sites de Nîmes et de Béziers.

## Situation
Le site de la Nièvre se compose d'un terrain de 21 ha, dont 8 ha couverts. Il est encadré au sud par la ligne de Moret - Veneux-les-Sablons à Lyon-Perrache, et à l'est par la ligne de Nevers à Chagny.
Son entrée principale est au n°1 de la rue Benoît-Frachon, dans la commune de Varennes-Vauzelles.
Le site est desservi par deux gares : la gare de Vauzelles au sud-ouest et la gare de Nevers-les-Perrières au nord-est.

## Historique
La construction débute en 1911, à l'initiative de la Compagnie des chemins de fer de Paris à Lyon et à la Méditerranée (PLM). Les travaux sont ralentis durant la Première Guerre mondiale. Les bâtiments déjà édifiés sont en partie prêtés à la Croix-rouge anglaise pour permettre d'ouvrir un hôpital de 90 lits. Les autres bâtiments sont réquisitionnés en 1917 pour y stationner un régiment américain. De ce fait, le premier directeur des ateliers est le major américain Claude E. Lester. La construction initiale est achevée en août 1918.
De 1918 à 1945, c'est un sous-traitant choisi par la compagnie du PLM qui va gérer l'ensemble du site. Le technicentre est repris par la SNCF le 1er mai 1945 ; il est alors appelé « Ateliers de Nevers Machines » et a pour vocation l'entretien et la réparation des locomotives à vapeur. Du fait de sa position géographique centrale, le site sert également de magasin central pour la série des 141 R livrées par les États-Unis et le Canada à la fin de la Première Guerre mondiale.
En 1957, les premières locomotives diesel doivent être révisées ; les ateliers de Nevers machines sont désignés pour ce type de matériel. C'est une transformation profonde de l'outil industriel, qui nécessite l'achat de nouveaux outils et la formation du personnel. Le 30 septembre 1965, les réparations des locomotives à vapeur sont transférées au technicentre industriel de Rouen Quatre-Mares. La dernière locomotive réparée aux ateliers est la 141 R 1009, c'est la 7 686e locomotive à vapeur réparée sur le site. En 1990, les premiers TER sont révisés.
Depuis le début des années 2000, beaucoup de modifications spéciales et uniques ont été réalisées, en transformant des rames diesel ex-voyageurs en laboratoire de mesure des contraintes sur la voie et le matériel roulant. On peut citer les autorails X1502 et le X 72500 transformés en laboratoire ERTMS. Entre 2010 et 2015, le technicentre a également travaillé pour la modernisation (Opération mi-vie : OPMV) des rames MI79 de la RATP. En 2009, le déménagement du technicentre d'Oullins (Lyon) a nécessité le transfert de l'Opération mi-vie des BB 26000 à Nevers. En 2022, les OPMV des autorails grande capacité débutent ; elles concernent un parc de 699 rames.
L'entreprise emploie en 2021 plus de 1000 salariés.

## Réorganisation (2019)
Depuis le 1er juillet 2019, deux sites ont été rattachés au technicentre industriel de Nevers. Il s'agit du technicentre industriel de Nîmes et de l'unité opérationnelle de Béziers. Cette fusion s'explique par le type de pièces traitées (bogies et essieux, à Nevers et Nîmes). Le site de Béziers était déjà rattaché au site de Nîmes. Cette fusion a conduit à changer le nom de l'entité, au 1er janvier 2020, qui s'appelle désormais « Technicentre industriel de Nevers-Languedoc ».

## Activités

### De son ouverture à 2021
Depuis son ouverture, une grande variété de matériels roulants sont entretenus et réparés au technicentre, dont une liste non exhaustive figure ci-après :
- Locomotive à vapeur ;
- BB 63000 ;
- BB 63500 ;
- BB 66400 ;
- BB 67000 ;
- BB 67200 ;
- BB 67300 ;
- BB64700 ;

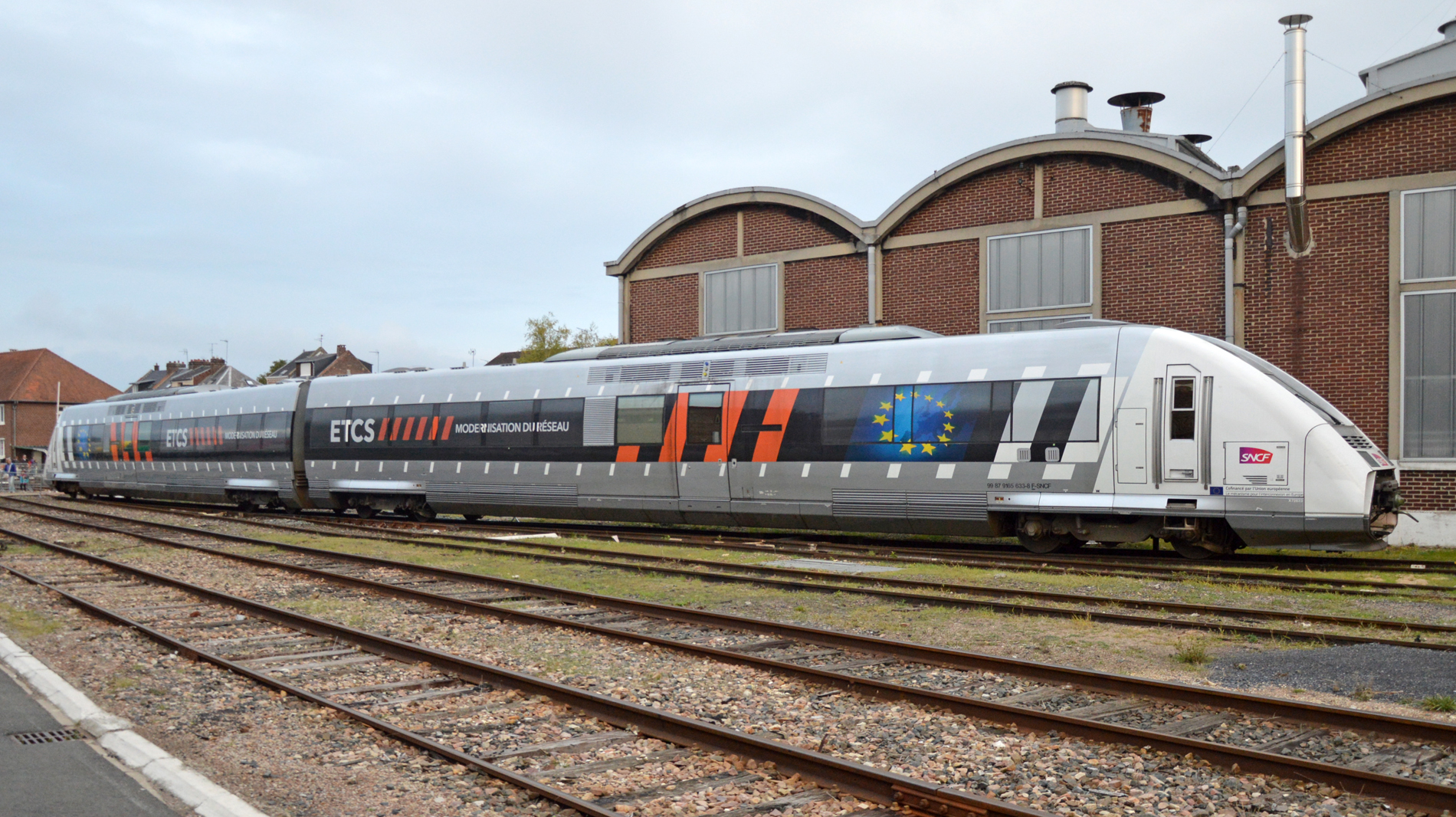
X 72633/634 avec pelliculage spécial ETCS, au dépôt de Longueau.

- Transformation de BB 63000 en TBB64800 ;
- X 4300 (élément Automoteur Double) ;
- Z 8100 aussi appelées MI79 (2010 à 2015) ;
- Transformation du X1501/02 en laboratoire d'essais pour la communication voie machine.
- Transformation du X72633/634 en laboratoire d'essais pour ETCS (2018) ;
- Z 92050 remise au type des Z20500.

### Activités en 2022

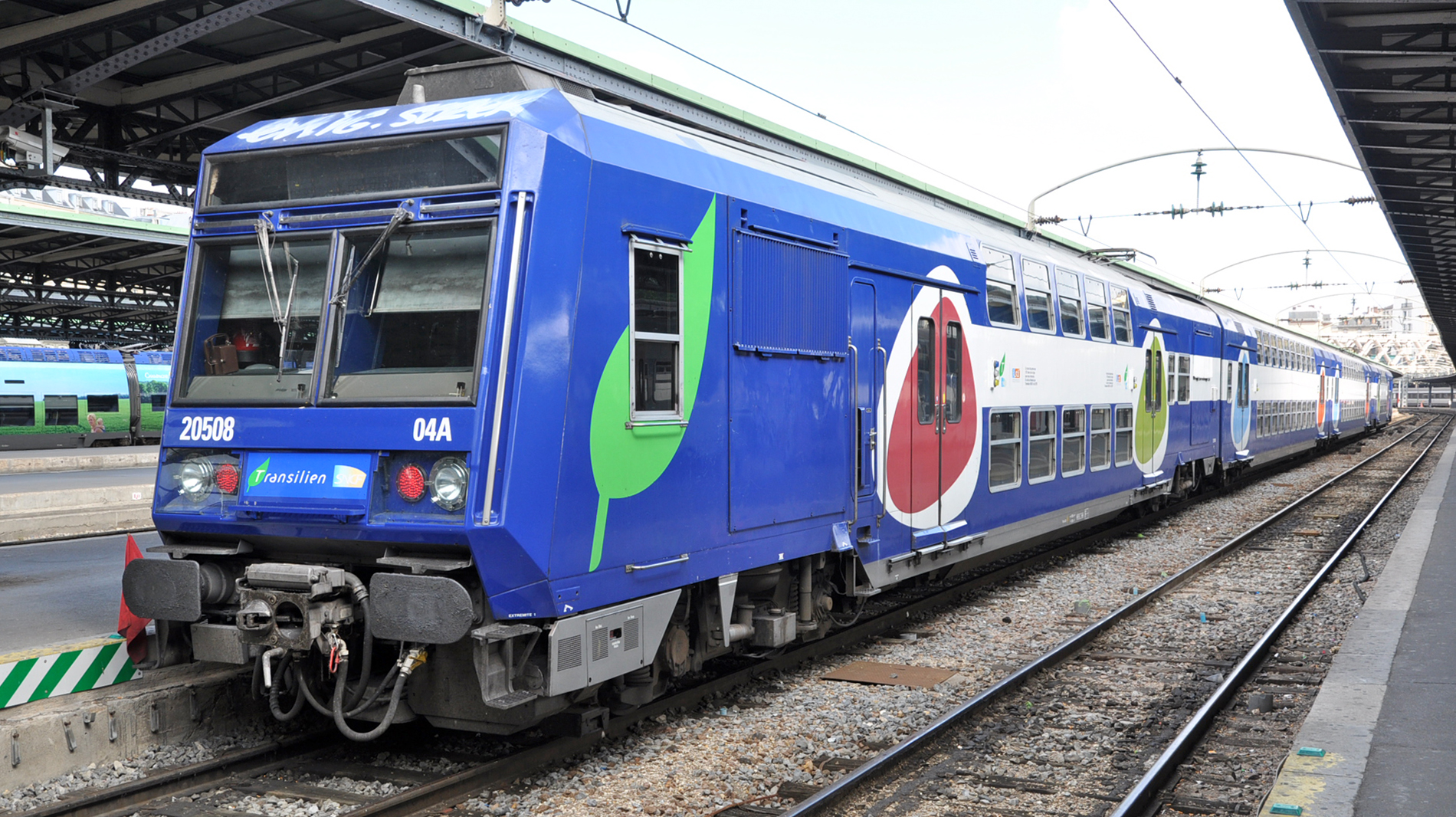
Rame Z20507/508 à Paris-Est en août 2010.

Les séries de matériels réparés en 2022 sont, :
- Autorail grande capacité (début des opérations mi-vie) ;
- BB 26000 (fin des opérations mi-vie) ;
- Z 21500 (opération mi-vie) ;
- X 72500 ;
- X 73500 ;
- RER (Z 5600 / Z 8800 / Z 20500 / Z 20900) ;
- Séries spéciales (CNS / CN 1 à CN 3).